# Королёвский сельский совет (Борщёвский район)
Королёвский сельский совет (укр. Королівська сільська рада) — входит в состав
Борщёвского района
Тернопольской области
Украины.
Административный центр сельского совета находится в 
с. Королёвка.

## Населённые пункты совета
- с. Королёвка